# この光は消えず
『この光は消えず』（このひかりはきえず）は、1960年4月7日から1961年3月30日までNHK総合テレビで放送されたテレビドラマである。NHK東京と名古屋放送局の共同制作である。

## 概要
当初のタイトルは『テレビ偉人伝』であった。1960年7月7日より改題。
偉人伝を扱ったこども向けテレビドラマである。1961年4月6日から『あすをつげる鐘』に改題した。

## 放送時間
- 木曜 18:00 - 18:30

## 作品一覧
| 作品名                             | 放送期間      | 放送期間       | 回数 |
| ---------------------------------- | ------------- | -------------- | ---- |
| 豊田佐吉                           | 1960年7月7日  | 1960年7月28日  | 4    |
| トーマス・アルバ・エジソン         | 1960年8月4日  | 1960年8月25日  | 4    |
| 加藤民吉                           | 1960年9月1日  | 1960年9月29日  | 5    |
| ハンス・クリスチャン・アンデルセン | 1960年10月6日 | 1960年10月27日 | 4    |
| チオルコスキー                     | 1961年1月5日  | 1961年1月26日  | 4    |
| 加藤民吉                           | 1960年12月1日 | 1960年12月29日 | 5    |
| 宮沢賢治                           | 1961年2月2日  | 1961年2月23日  | 4    |
| マリー・キュリー                   | 1961年3月2日  | 1961年3月30日  | 5    |

| 作品名                              | 放送期間       |
| ----------------------------------- | -------------- |
| 一休さん                            | 1960年11月10日 |
| 「故郷の歌」 スティブン・フォスター | 1960年11月17日 |
| からくり儀右衛門                    | 1960年11月24日 |